# Weston (Idaho)
Weston est une ville des États-Unis appartenant au comté de Franklin de l'État de l'Idaho. Sa population était de 425 habitants au recensement de 2000.